# ジュディ・コリンズ3
| 専門評論家によるレビュー | 専門評論家によるレビュー |
| レビュー・スコア         | レビュー・スコア         |
| 出典                     | 評価                     |
| ------------------------ | ------------------------ |
| Allmusic                 | [ 1 ]                    |

『ジュディ・コリンズ#3』 (Judy Collins #3) はアメリカのフォーク・シンガー、ジュディ・コリンズが1964年にリリースしたアルバム。5月16日の126位を最高にビルボードトップ150アルバムチャートに10週にわたりチャートインした。
ジム（後にロジャーに改名）・マッギンが編曲を担当し、アルバムではギターとバンジョーを演奏した。マッギンはピート・シーガーの「ターン・ターン・ターン」と「The Bells of Rhymney」のアコースティック・アレンジだけではなくボブ・ディランの曲の抽象化したバージョンを演奏および録音すると言う概念を持ち込み、後にフォークロックグループ、バーズを設立した。

## 収録曲
Side 1
1. "Anathea" (Neil Roth, Lydia Wood)
2. "Bullgine Run" (Traditional)
3. "Farewell" (Bob Dylan)
4. "Hey, Nelly Nelly" (Jim Friedman, Shel Silverstein; arranged by Walter Raim)
5. "Ten O'Clock and All Is Well" (Traditional)
6. "The Dove" (Ewan MacColl)
7. "Masters of War" (Bob Dylan)

Side 2
1. "In the Hills of Shiloh" (Jim Friedman, Shel Silverstein)
2. "The Bells of Rhymney" (Idris Davies, Pete Seeger; arranged by Walter Raim)
3. "Deportee" (Woody Guthrie, Martin Hoffman)
4. "Settle Down" (Mike Settle)
5. "Come Away Melinda" (Fred Hellerman, Fran Minkoff)
6. "Turn! Turn! Turn! (To Everything There Is a Season)" (Pete Seeger)

## パーソネル
- ジュディ・コリンズ – ヴォーカル、ギター、ピアノ
- ウォルター・ライム – 12弦ギター、バンジョー(8)
- ロジャー・マッギン – バンジョー、第2ギター、編曲
- ビル・テイカス – ベース

技術
- ウィリアム・S.ハーヴェイ - ジャケットデザイン
- ジム・マーシャル - 写真撮影